# Hank Williams III
Shelton "Hank" Williams III, född 12 december 1972 i Nashville, Tennessee, är en amerikansk musiker och sångare. Han är son till Hank Williams Jr. och sonson till Hank Williams Sr.
Hank Williams III (ofta Hank III eller bara III) har sedan den tidiga ungdomen varit engagerad i den musikaliska underjorden. Trots sin stora röstlikhet med farfadern som kunde garanterat honom en stor traditionell country-publik så har han konsekvent valt att gå sin egen väg. Han spelar dock en form av outlaw country som soloartist samtidigt som han är med i ett flertal punk-band där han sällan har hand om de vokala bitarna. Bland annat har han spelat bas i Phil Anselmos Superjoint Ritual. Han har även punkmetalbandet Assjack.

## Diskografi (urval)
Soloalbum
- 1996 – Three Hanks: Men with Broken Hearts
- 1999 – Risin' Outlaw
- 2002 – Lovesick, Broke and Driftin'
- 2006 – Straight to Hell
- 2008 – Damn right - Rebel proud
- 2010 – Rebel within
- 2011 – Hillbilly Joker
- 2011 – Ghost to a Ghost/Gutter Town
- 2011 – Attention Deficit Domination
- 2013 – A Fiendish Threat
- 2013 – Brothers of the 4X4

Three Hanks album
- 1996 – Men With Broken Hearts

Superjoint Ritual album
- 2002 – Use Once and Destroy
- 2003 – A Lethal Dose of American Hatred

Rebel Meets Rebel album
- 2006 – Rebel Meets Rebel

Assjack album
- 2009 – Assjack

Arson Anthem album
- 2010 – Insecurity Notoriety

## Grupper
- Three Hanks
- Superjoint Ritual
- Assjack
- Rebel meets Rebel
- Arson Anthem